# Kenilworth (Pennsylvanie)
Pour les articles homonymes, voir Kenilworth (homonymie).
Kenilworth est une census-designated place située dans le comté de Chester, dans l’État de Pennsylvanie, aux États-Unis. Lors du recensement de 2020, elle compte 2 148 habitants.